# I Am the Movie
I Am the Movie è il primo album discografico in studio della band pop-punk statunitense Motion City Soundtrack, pubblicato nel 2002 in maniera indipendente e nel 2003 dalla Epitaph Records.

## Tracce
Edizione indipendente
1. Cambridge – 2:30
2. Shiver – 2:54
3. The Future Freaks Me Out – 3:36
4. Indoor Living – 3:47
5. My Favorite Accident – 3:20
6. 1000 Paper Cranes – 2:20
7. Boombox Generation – 3:07
8. Don't Call It a Comeback – 1:51
9. Red Dress – 2:36
10. Mary Without Sound – 3:00
11. A-OK – 3:47

Edizione Epitaph
1. Cambridge – 2:30
2. Shiver – 2:54
3. The Future Freaks Me Out – 3:36
4. Indoor Living – 3:47
5. My Favorite Accident – 3:20
6. Perfect Teeth – 3:29
7. Boombox Generation – 3:07
8. Don't Call It a Comeback – 1:51
9. Modern Chemistry – 2:22
10. Capital H – 2:52
11. Red Dress – 2:36
12. Mary Without Sound – 3:00
13. Autographs & Apologies – 3:52*
14. A-OK – 3:47

## Formazione
- Justine Pierre - voce, chitarra, piano
- Joshua Cain - chitarra, cori
- Matthew Taylor - basso, cori, piano
- Tony Thaxton - percussioni, batteria
- Jesse Johnson - moog, tastiere